# 4449 Собинов
4449 Собинов (енгл. 4449 Sobinov) је астероид главног астероидног појаса. Приближан пречник астероида је 30,02 ,
а средња удаљеност астероида од Сунца износи 3,142 астрономских јединица (АЈ).
Инклинација (нагиб) орбите у односу на раван еклиптике је 4,899 степени, а орбитални период износи 2034,399 дана (5,569 година). Ексцентрицитет орбите астероида износи 0,093.
Апсолутна магнитуда астероида износи 11,20 а геометријски албедо 0,064.
Астероид је откривен 3. септембра 1987. године.